# Xã Richland, Quận Allen, Ohio
Xã Richland (tiếng Anh: Richland Township) là một xã thuộc quận Allen, tiểu bang Ohio, Hoa Kỳ. Năm 2010, dân số của xã này là 6.289 người.